# 국가의회 (독일 제국)

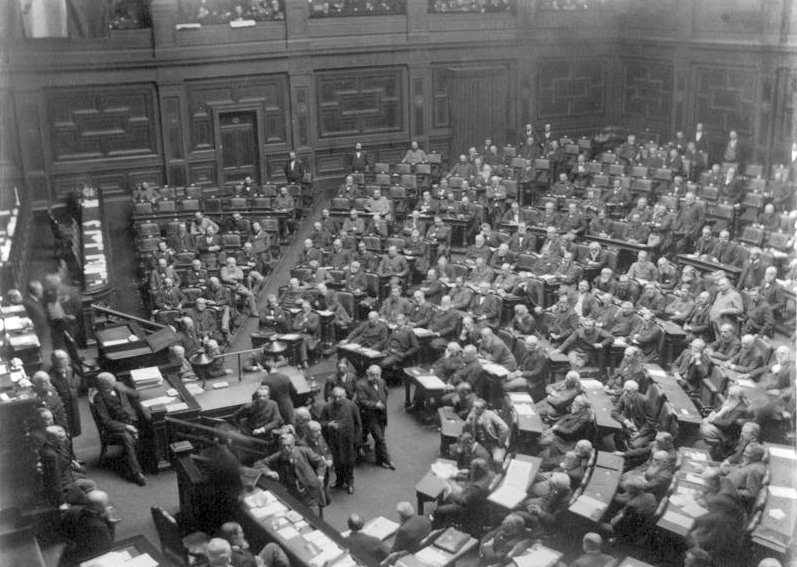
1889년 제국의회 전경.

제국의회(帝國議會, 독일어: Reichstag 라이히스타크[*])는 독일 제국의 의회로, 1871년에서 1918년까지 존재했다. 입법권은 국가의회와 연방참의원이 공유했으며, 연방참의원은 황실 추밀원의 역할을 했다.